# Peter Suhrkamp

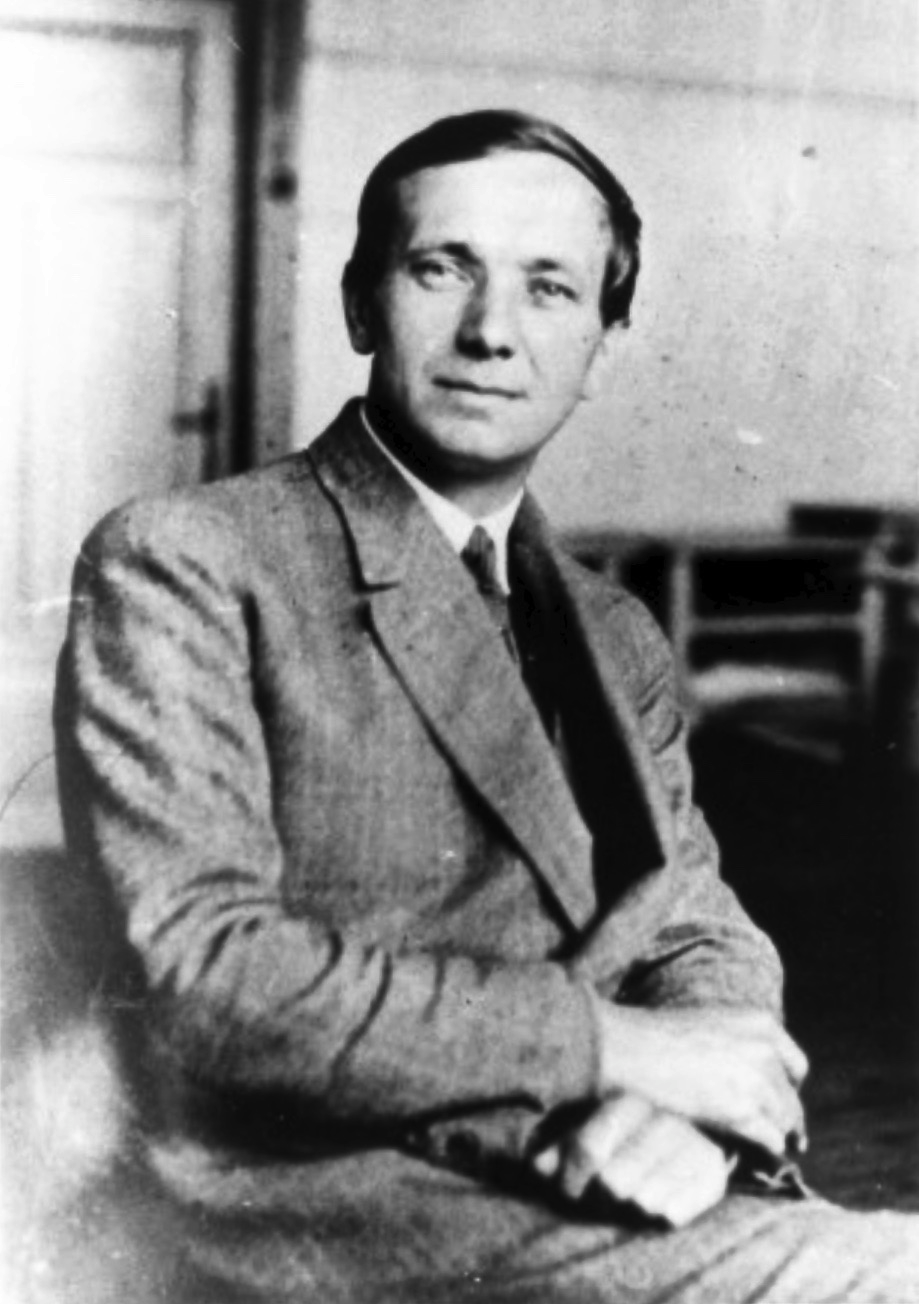
Peter Suhrkamp (1922)

Peter Suhrkamp (* 28. März 1891 in Kirchhatten; † 31. März 1959 in Frankfurt am Main; eigentlich Johann Heinrich Suhrkamp) war ein deutscher Verleger und Gründer des Suhrkamp Verlags.

## Leben und Schaffen

### Bis zum Ersten Weltkrieg

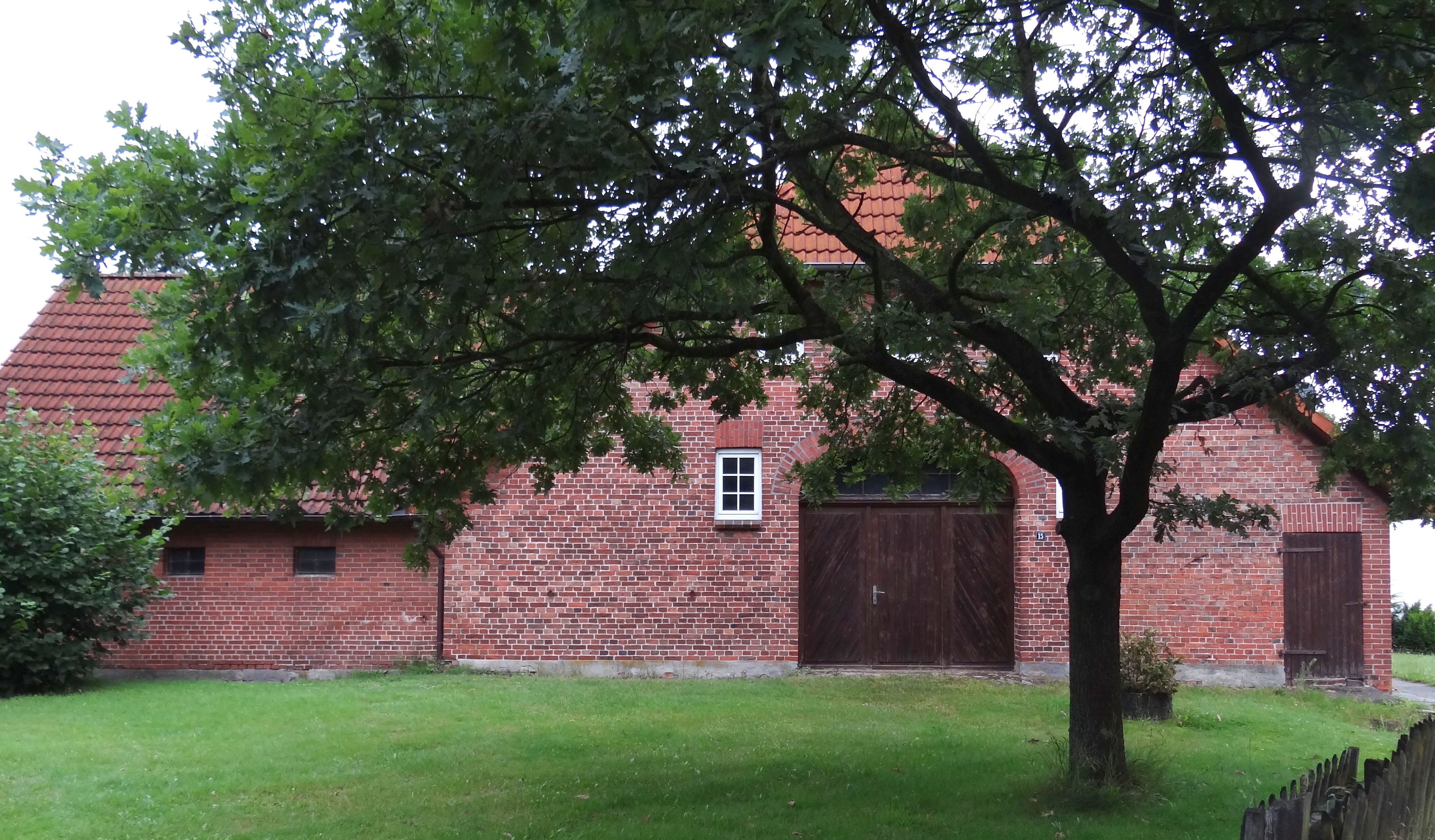
Das Geburtshaus

Suhrkamp war der älteste Sohn des Landwirts und Tischlers Johann Friedrich Suhrkamp (1855–1932) und dessen Ehefrau Elise Katharina geb. Lange (1868–1959) aus der Ortschaft Kirchhatten  in der Gemeinde Hatten bei Oldenburg. In Kirchhatten steht heute noch sein Geburtshaus, wo auch seine Geschwister, drei Brüder und zwei Schwestern, geboren und aufgewachsen sind.
Da er als Hoferbe vorgesehen war, lehnte sein Vater Suhrkamps Interesse am Lehrerberuf, das sich schon zu seiner Schulzeit zeigte, rundweg ab. Suhrkamp ließ sich jedoch von diesem Vorhaben nicht abbringen und erhielt daraufhin heimlich von einem seiner Lehrer Geigenunterricht, da die Beherrschung eines Musikinstruments Voraussetzung für die Aufnahme in das Evangelische Lehrerseminar Oldenburg war. Zur Aufnahmeprüfung riss er für drei Tage von zu Hause aus.
Ab 1905 war Suhrkamp, gerade vierzehnjährig, Seminarist am Oldenburger Lehrerseminar, was den Beginn der Emanzipation vom Elternhaus darstellte. Von seinen Eltern nicht unterstützt, verdiente er seinen Unterhalt anfangs als Kopist eines Notars in Oldenburg. Die erste Stelle als Volksschullehrer (Hilfslehrer) trat er 1911 in Augustfehn (Gemeinde Apen) an. Kurz darauf wurde er nach Idafehn strafversetzt, weil er eine von einem Kollegen verlassene, schwangere Frau bei sich aufgenommen hatte. 1913 wechselte er in den Schuldienst der Stadt Bremen, vermutlich um Konflikten mit dem als sehr sittenstreng bekannten oldenburgischen Oberschulrat Hermann Goens auszuweichen. Für die Seminarausbildung und Unterhaltsbeihilfen musste er 1200 Mark an den oldenburgischen Staat zurückzahlen. In Bremen legte er seine zweite Lehrerprüfung und fast zur gleichen Zeit als Externer das Abitur am Realgymnasium der Stadt ab. Der Ausbruch des Ersten Weltkrieges verhinderte die Aufnahme eines Germanistikstudiums in Berlin. 1914 meldete er sich als Kriegsfreiwilliger und wurde unter anderem als Infanterist und Bataillons-Patrouilleführer eingesetzt. Für seine Verdienste als Stoßtruppführer erhielt er das Ritterkreuz des Königlichen Hausordens von Hohenzollern mit Schwertern für „besondere Tapferkeit“. Zuletzt war er als Leutnant der Landwehr eingesetzt und hatte das Eiserne Kreuz erhalten. Nach den Erlebnissen an der Front erlitt er einen Nervenzusammenbruch und verbrachte die letzten Kriegsmonate in einer psychiatrischen Anstalt.
Von 1913 bis 1918 war er mit der Lehrerin Ida Plöger verheiratet. 1919 heiratete er Irmgard Caroline Lehmann, am 14. Juni 1920 wurde der gemeinsame Sohn Klaus Peter Suhrkamp geboren, der am 21. Februar 2004 starb – die Ehe wurde im März 1923 geschieden.

### Studium und verschiedene Tätigkeiten
Nach dem Krieg studierte Suhrkamp Germanistik in Heidelberg, Frankfurt am Main und München. Nebenbei arbeitete er 1919 einige Monate als Lehrer an der Odenwaldschule bei Paul Geheeb und an der Freien Schulgemeinde Wickersdorf bei Martin Luserke und Gustav Wyneken.
Von 1921 bis 1925 war er als Dramaturg und Regisseur am Landestheater Darmstadt angestellt.
Von 1919 bis 1923 war er mit Irmgard Caroline Lehmann verheiratet und 1923/1924 mit der Opernsängerin Fanny Cleve.
Von 1925 bis 1929 unterrichtete Suhrkamp erneut als Lehrer an der Freien Schulgemeinde Wickersdorf. Dort übernahm er 1928 die Nachfolge von August Halm als deren pädagogischer Leiter. 1929 gab er den Lehrerberuf endgültig auf und übersiedelte nach Berlin, wo er als freier Mitarbeiter des Berliner Tageblatts und des bei Ullstein erscheinenden Monatsmagazins Uhu tätig war.

### Suhrkamp beim S. Fischer Verlag
1932 wurde Suhrkamp Mitarbeiter des S. Fischer Verlags, zunächst als Herausgeber der Zeitschrift Die Neue Rundschau. Von 1933 an gehörte er dem Vorstand an. 1935 heiratete er Annemarie Seidel.
1936 kaufte er den Teil des S. Fischer Verlags, der nicht von Gottfried Bermann Fischer ins Exil nach Wien transferiert werden konnte, und leitete diesen Verlag bis April 1944 als alleiniger Geschäftsführer. 1942 wurde das Unternehmen auf Druck der Nationalsozialisten in Suhrkamp Verlag vorm. S. Fischer und wenig später in Suhrkamp Verlag umbenannt, womit der Name des jüdischen Gründers S. Fischer verschwunden war. Gleichzeitig kam es zu Autorenverboten, die Suhrkamp allerdings ignorierte.
Am 13. April 1944 wurde Suhrkamp wegen dringenden Verdachts der Vorbereitung zum Hoch- und Landesverrat von der Gestapo verhaftet. Der im Herbst 1943 in den Verlag eingeschleuste Gestapo-Spitzel Paul Reckzeh hatte belastendes Material gesammelt. Er meldete, dass Suhrkamp nicht nur weiterhin Autoren wie Hermann Hesse, Otto Flake und Oskar Loerke verlege, sondern auch verdächtige Auslandsreisen unternehme und Kontakt zu subversiven Widerstandskreisen habe. Man brachte Suhrkamp in das Gestapo-Gefängnis in der Lehrter Straße, wo er gefoltert wurde, und überstellte ihn später ins Konzentrationslager Sachsenhausen. Von dort wurde er Anfang Februar 1945 wegen einer schweren Lungenkrankheit in ein Krankenhaus gebracht. Verschiedene Persönlichkeiten hatten sich für seine Freilassung eingesetzt, darunter Arno Breker bei Albert Speer, wie Suhrkamp in einer eidesstattlichen Erklärung vom 21. August 1946 im Entnazifizierungsverfahren gegen Breker bestätigte. Ferner setzten sich Gerhart Hauptmann bei Baldur von Schirach und Hans Carossa bei Ernst Kaltenbrunner für den Verleger ein. Von den Folgen der Folterhaft und Krankheit sollte sich Suhrkamp nie mehr ganz erholen.
Nach der Kapitulation der deutschen Wehrmacht erhielt er am 8. Oktober 1945 die erste Verlagslizenz von der britischen Militärregierung in Berlin und begann mit dem Neuaufbau des Unternehmens. Er kooperierte mit Bermann Fischer, dessen Bücher er zum Teil in deutschen Lizenzausgaben herausbrachte. Die literarische Tradition des Verlages setzte Suhrkamp fort, indem er wieder Bücher von emigrierten Autoren wie Thomas Mann und moderne Literatur des Auslands veröffentlichte.

### Gründung des Suhrkamp Verlags

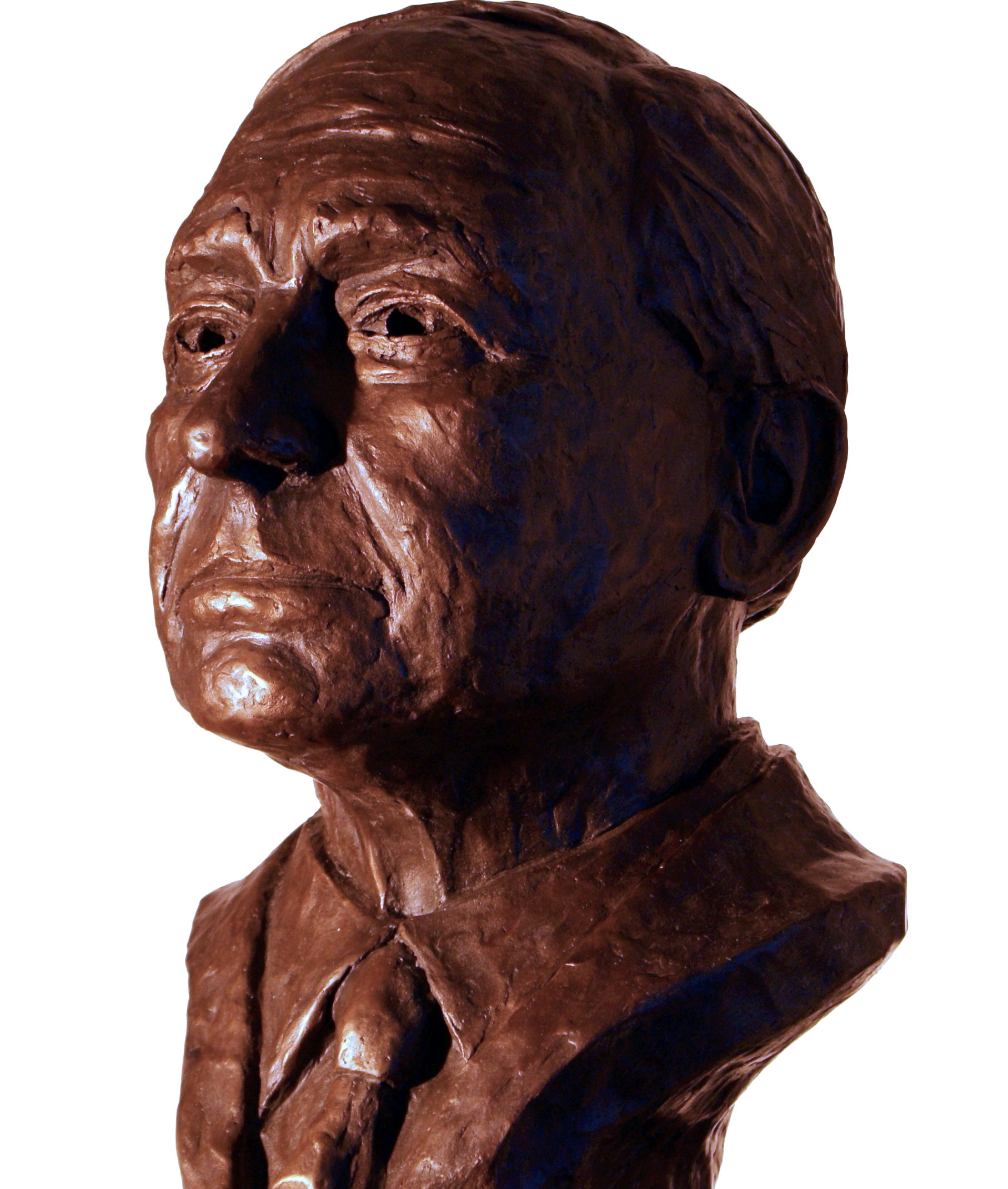
Die Büste von Peter Suhrkamp im Rathaus seines Heimatortes Kirchhatten

1950 kam es statt zur zunächst ins Auge gefassten Fusion zum Bruch zwischen Bermann Fischer und Suhrkamp und zur Gründung des Suhrkamp Verlags sowie zur Neugründung des S. Fischer Verlags in Frankfurt am Main. Die Gründung des „neuen“ Suhrkamp-Verlags geht maßgeblich auf die Initiative von Hermann Hesse zurück, der Suhrkamp moralisch unterstützte und den Kontakt zu den Geldgebern des Verlages, der Schweizer Familie Reinhart, herstellte. Die Autoren des bisherigen Unternehmens konnten wählen, ob sie weiterhin von Suhrkamp oder von Bermann Fischer verlegt werden wollten. Die Mehrheit der 48 Autoren entschied sich für Suhrkamp, darunter auch Bertolt Brecht, mit dem Suhrkamp seit 1919/20 freundschaftlich verbunden war.
Zur sprichwörtlich gewordenen „Suhrkamp-Kultur“ trug wesentlich sein 1952 eingestellter Lektor Siegfried Unseld bei. Als Lektorin und Übersetzerin arbeitete auch Suhrkamps Frau Annemarie im Verlag mit.
Suhrkamp hielt sich gerne in Kampen auf Sylt auf, wo Annemarie Seidel aus ihrer früheren Ehe mit Anthony van Hoboken ein 1929 erbautes Anwesen direkt am Wattenmeer im Hobokenweg besaß. In diesem Haus war nach Ende des Zweiten Weltkriegs unter anderem Max Frisch zu Gast. Der Besitz wurde 1953 für 45.000 DM an Axel und Rosemarie Springer verkauft. Vom Verkaufserlös finanzierte Suhrkamp den Erwerb der deutschen Rechte am Werk Marcel Prousts. Später erwarb das Haus der Unternehmer Ralph Dommermuth.
Suhrkamp war Verleger von Autoren wie Theodor W. Adorno, Samuel Beckett, Bertolt Brecht, T. S. Eliot, Max Frisch, Hans Erich Nossack, Ernst Penzoldt, Rudolf Alexander Schröder, Martin Walser und Carl Zuckmayer. Einen kleinen Einblick in sein persönliches Verhältnis zu „seinen“ Autoren gibt der Band Briefe an die Autoren. Suhrkamp hat sich selber auch als Autor und als Übersetzer versucht, so etwa in zahlreichen Essays, dem 1944/45 entstandenen Romanfragment Munderloh und seinen in seiner oldenburgischen Heimat spielenden Erzählungen. Er lancierte mit der Bibliothek Suhrkamp eine erste Buchreihe mit literarischen, aber auch (geistes)wissenschaftlichen Texten des 20. Jahrhunderts. Unter seiner Leitung entwickelte sich der neue Verlag zum führenden Literaturverlag der Bundesrepublik Deutschland.

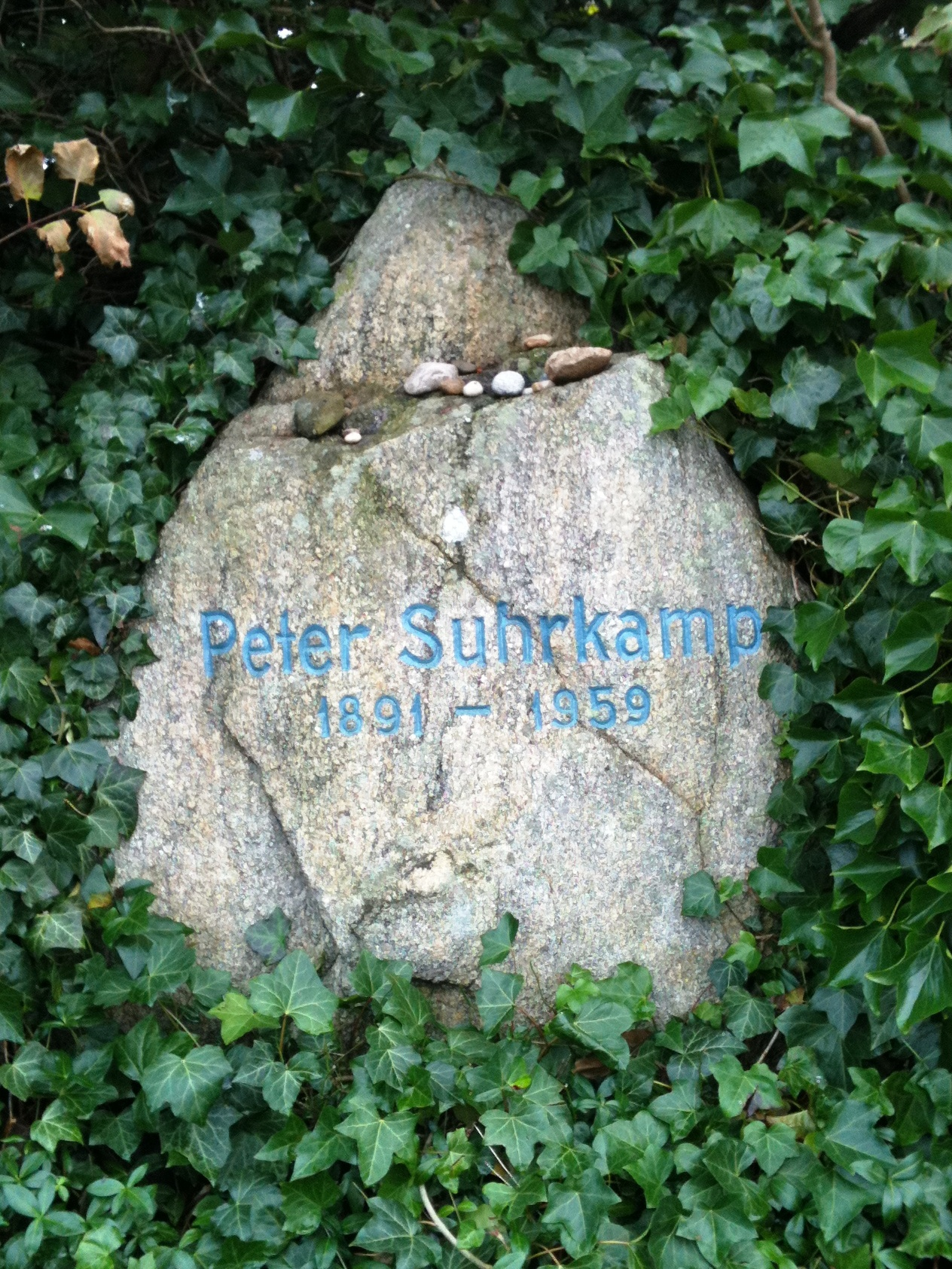
Grabstein in Keitum

### Tod
Peter Suhrkamp starb am 31. März 1959 im Frankfurter Universitätsklinikum, wenige Tage nach seinem 68. Geburtstag und zwei Tage vor dem Gerichtstermin für die Scheidung von seiner Frau Annemarie. Nach der Einäscherung wurde die Asche auf dem Friedhof der Inselkirche St. Severin in Keitum auf Sylt beigesetzt. Laut seinem handgeschriebenen Testament sollte die Asche vor Sylt in die Nordsee gestreut werden, diese Art der Bestattung war jedoch rechtlich unzulässig. Die Urnenbeisetzung in Keitum an der Wattmauer des Friedhofs geht auf die Initiative Siegfried Unselds zurück, der dafür die Zustimmung von Suhrkamps Witwe einholte.
Suhrkamps Mutter, zu der er eine ambivalente „Nicht-Beziehung“ hatte, starb 14 Tage nach ihm im Alter von 91 Jahren.
Nach Suhrkamps Tod wurde Siegfried Unseld sein Nachfolger als Verlagsleiter und alleinverantwortlicher Gesellschafter.

## Ehrungen

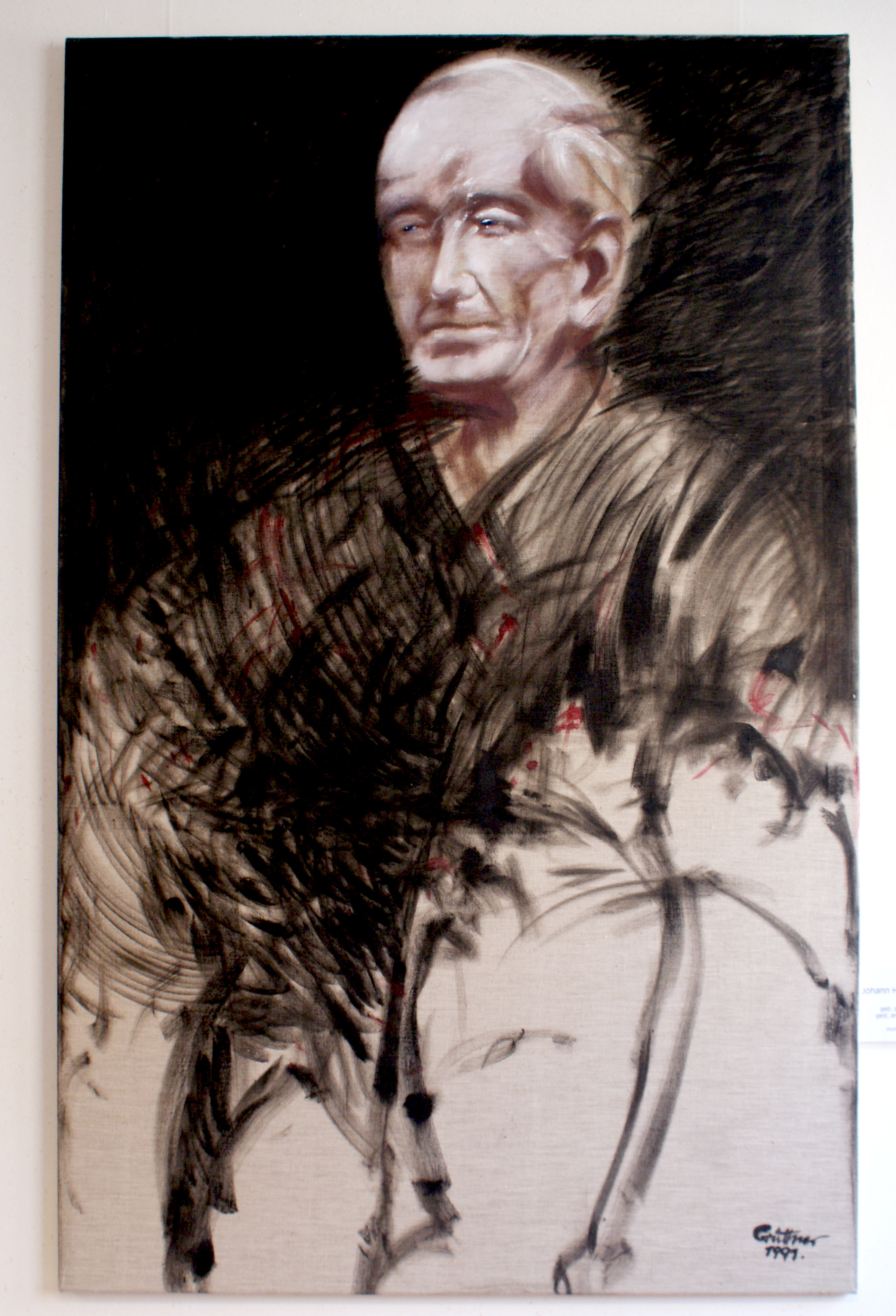
Porträt von Peter Suhrkamp, gemalt von Frank Grüttner

- Porträt von Peter Suhrkamp, gemalt von Frank Grüttner1956: Verdienstkreuz 1. Klasse der Bundesrepublik Deutschland
- 1956: Goetheplakette der Stadt Frankfurt am Main
- 1957: Ehrenmitgliedschaft in der Deutschen Akademie für Sprache und Dichtung
- 1958: Großes Verdienstkreuz der Bundesrepublik Deutschland

Im Rathaus in Suhrkamps Geburtsort Kirchhatten sind ein Porträt und eine von dem Künstler Johannes Cernota geschaffene Büste des Verlegers zu sehen (siehe Bilder oben). Außerdem befinden sich in der Bibliothek einige Exponate seines Schaffens. Am 3. April 2016 wurde in Kirchhatten eine Wanderausstellung eröffnet, die Peter Suhrkamps Leben und seine Herkunft aus Kirchhatten würdigt.
Die Integrierte Gesamtschule Augustfehn erhielt 2021 ein multifunktionales Dorfquartier mit einem „Peter-Suhrkamp-Foyer“ und einer künstlerischen Wanddarstellung zum Leben von Suhrkamp. Damit würdigte die Gemeinde die erste Lehrerstelle des Pädagogen Suhrkamp am Standort der damaligen Volksschule (heutigen IGS).

## Werke

### Als Autor
- Brief an einen jungen Freund. Suhrkamp, Berlin und Frankfurt am Main 1951 (erstmals 1946 als Brief an einen Heimkehrer veröffentlicht), ISBN 978-3-518-04395-0.
- Ausgewählte Schriften zur Zeit- und Geistesgeschichte von Peter Suhrkamp I. Zum 28. März 1951. Privatdruck in 350 nummerierten Exemplaren, Frankfurt am Main 1951.
- Ausgewählte Schriften zur Zeit- und Geistesgeschichte von Peter Suhrkamp II. Zum 28. März 1956. Privatdruck in 350 nummerierten Exemplaren, Frankfurt am Main 1956.
- Munderloh. Fünf Erzählungen, Suhrkamp (BS 37), Berlin und Frankfurt am Main 1957, ISBN 978-3-518-01037-2. (Der Titel verweist auf die kleine Ortschaft Munderloh in der Nähe von Suhrkamps Geburtsort.)
- Der Leser. Reden und Aufsätze (hg. v. Hermann Kasack), Suhrkamp (BS 55), Frankfurt am Main 1960, ISBN 978-3-518-01055-6.
- Briefe an die Autoren (hg. v. Siegfried Unseld), Suhrkamp (BS 100), Frankfurt am Main 1963 (erschien bereits 1961 als Privatdruck), ISBN 978-3-518-01100-3.
- »Nun leb wohl! Und habs gut« – Briefe 1935–1959, herausgegeben von Wolfgang Schopf, Suhrkamp, 2016, ISBN 978-3-518-42071-3.[9]

### Als Herausgeber
- Deutscher Geist. Ein Lesebuch aus zwei Jahrhunderten. Einführung von Peter Suhrkamp (hg. v. Oskar Loerke u. Peter Suhrkamp), 2 Bände S. Fischer, Berlin 1940; revidierte, erweiterte Auflage: Suhrkamp, Berlin und Frankfurt am Main 1953.

- Bertolt Brechts Gedichte und Lieder. Auswahl von Peter Suhrkamp, Suhrkamp (BS 33), Berlin und Frankfurt am Main 1956, ISBN 978-3-518-01033-4.

### Als Übersetzer
- T. S. Eliot: Old Possums Katzenbuch. Übers. v. Erich Kästner, Carl Zuckmayer u. a., Suhrkamp (BS 10), Berlin und Frankfurt am Main 1952, ISBN 978-3-518-01010-5.
- T. S. Eliot: Der Privatsekretär. Komödie. Aus dem Englischen von Nora Wydenbruck und Peter Suhrkamp, Suhrkamp (BS 21), Berlin und Frankfurt am Main 1954.